# Lamelligomphus camelus
Lamelligomphus camelus – gatunek ważki z rodziny gadziogłówkowatych (Gomphidae).